# Giovanni Castiglioni (vescovo di Vicenza)
Giovanni Castiglioni (Milano, ... – Milano, 31 luglio 1409) è stato un politico e vescovo cattolico italiano, conte di Vicenza.

## Biografia
Era figlio di Ruggero, della nobile famiglia milanese dei Castiglioni.
Frate agostiniano, nel 1374 fu creato lettore all'Università di Pavia. Nel 1381 ricoprì l'incarico di prevosto di Pontirolo e nel 1382 prevosto della chiesa di San Giorgio al Palazzo a Milano. Ascritto a collegio dei nobili giureconsulti nel 1385, fu nominato vicario della diocesi di Pavia. Nel 1390 fu consigliere del duca di Milano Gian Galeazzo Visconti, che nel 1390 lo nominò vescovo di Vicenza, ma mantenne sempre il suo ruolo a corte, sino alla morte nel 1409. Venne sepolto nel duomo di Vicenza.